# Campos Sales
Campos Sales este un oraș în statul Ceará (CE) din regiunea de Nord-Est a Braziliei.